# Antoniterkloster Memmingen

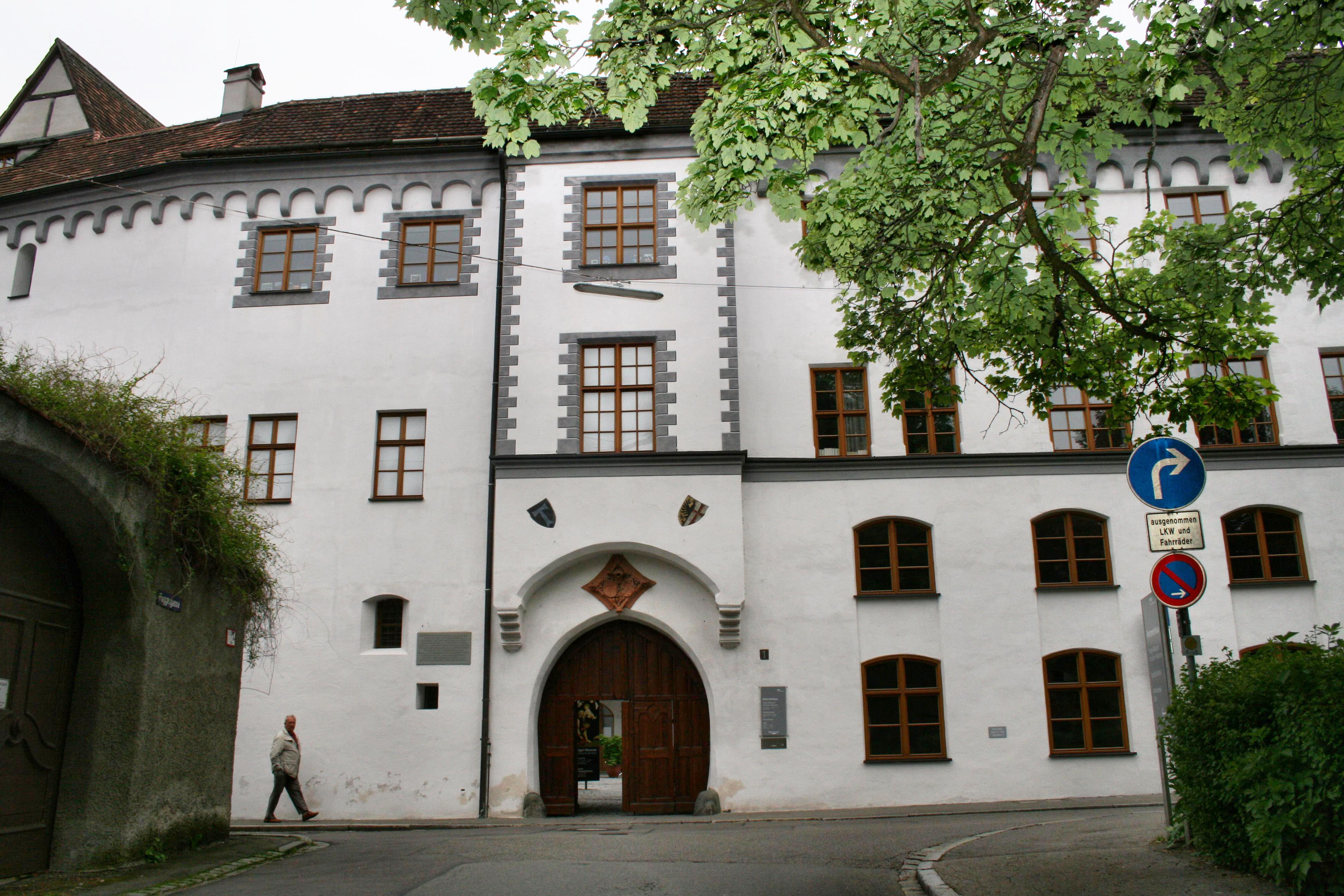
Der Haupteingang des Antoniterklosters Memmingen

Das Antoniterkloster Memmingen  (auch Antonierkloster) ist ein ehemaliges Kloster der Antoniter in Memmingen in Bayern in der Diözese Augsburg. Es ist weltweit die am besten erhaltene vierflügelige Antoniterklosteranlage.

## Geschichte

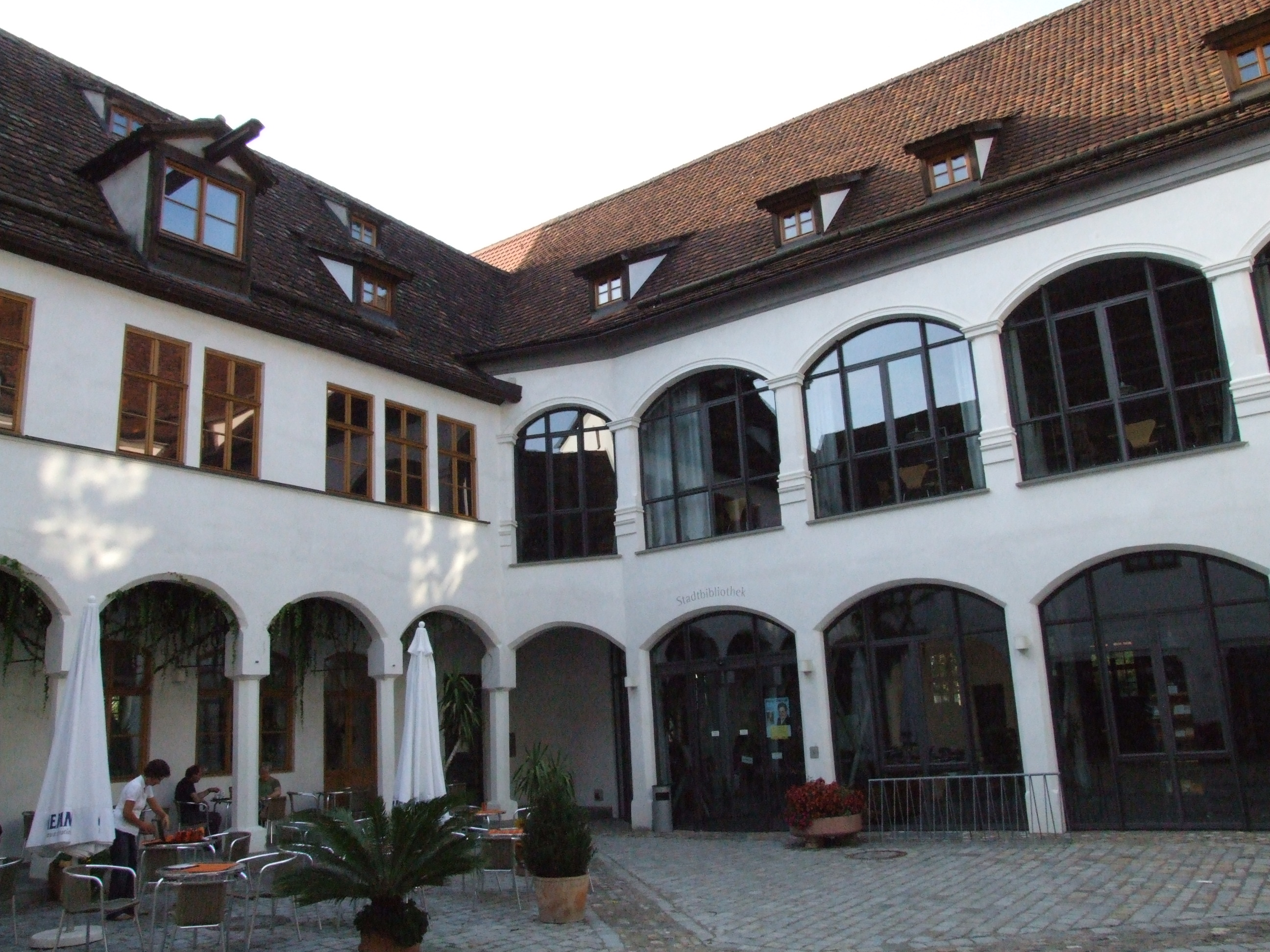
Antoniterkloster-Innenhof, rechts die Stadtbibliothek, links das Café

Dem St. Martin geweihten Kloster wurde am 21. April 1214 durch Kaiser Friedrich II. das Patronatsrecht der Martinskirche, einer der zwei Memminger Pfarrkirchen, übertragen. Die ersten Schenkungen erhielt das Kloster bereits vor 1235. Das erste Spital der Ordensbrüder in Memmingen dürfte sich zwischen der heutigen Kinderlehrkirche und der Martinskirche befunden haben.
Das Memminger Haus gehörte trotz seines beachtlichen Sammelbezirks, der bis nach Mähren reichte, zu den finanzschwächeren Häusern im Heiligen Römischen Reich. Bereits 1378 und 1379 wurde an den Bau einer eigenen Kapelle gedacht, was jedoch aufgrund der schwachen Finanzlage des Klosters nicht realisiert werden konnte. Erst 1391 kam es zu einer erhöhten Bautätigkeit des Ordens. Unter dem Präzeptor Jean Barrucher aus Crémieu, der seit 1382 der Generalpräzeptorei Memmingen vorstand, erwarb man am 4. Januar 1391 ein Haus, welches direkt an sein Wohnhaus angrenzte, um aus diesem Gebäudekomplex die Antoniuskapelle zu erschaffen. Gleichzeitig wurde auf dem Gelände des heutigen Antoniterklosters ein neues Spital errichtet. Mitte des 15. Jahrhunderts wurde unter dem Abt Petrus Mitte von Caprariis (1439–1479) mit dem Bau der noch bestehenden Vierflügelanlage begonnen.
1527 bis 1549 gelangte die Präzeptorei durch die Ereignisse der Reformation unter die Verwaltung des Rates der Stadt, 1562 erfolgte die endgültige Übergabe an die Stadt. Das gut erhaltene Präzeptoreigebäude, später Zur Eintracht genannt, wurde zunächst als evangelisch-lutherischer Pfarrhof mit Bücherei, von 1804 bis 1814 als Kaserne genutzt und ging danach in Privatbesitz über. Die Klosterkirche befand sich außerhalb der Klostermauern. Sie besitzt historische Malereien und Fresken und dient als sogenannte Kinderlehrkirche.
Im Jahr 1996 war die zwölfjährige Sanierung beendet. Diese war notwendig geworden, da der damalige Eigentümer das ehemalige Kloster verkommen ließ. Heute befinden sich das Antoniter- und das Strigel-Museum, das der Memminger Künstlerfamilie Strigel gewidmet ist, die Stadtbibliothek und ein Café in den Räumen des ehemaligen Klosters.

## Literatur

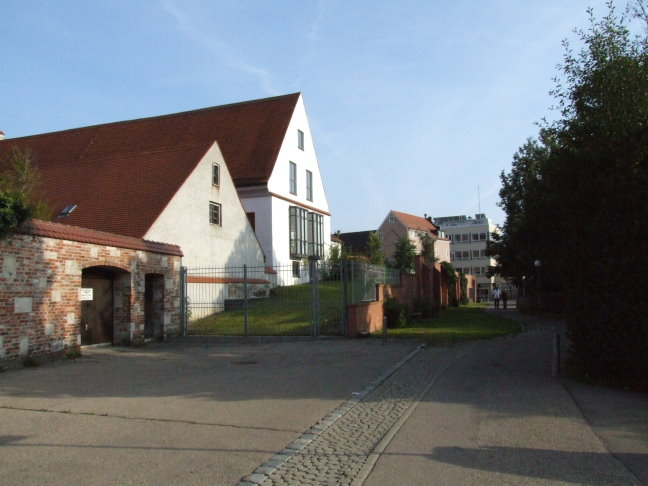
Das Antoniterkloster seitlich stadtauswärts